# Sandsjön (Torups socken, Halland)
Sandsjön är en sjö i Hylte kommun, på gränsen mellan Halland och Småland och ingår i Nissans huvudavrinningsområde. Sjön har en area på 0,561 kvadratkilometer och ligger 112 meter över havet. Vid provfiske har abborre, braxen, gädda och mört fångats i sjön.

## Delavrinningsområde
Sandsjön ingår i det delavrinningsområde (631673-134292) som SMHI kallar för Ovan 631781-133868. Medelhöjden är 135 meter över havet och ytan är 46,32 kvadratkilometer. Räknas de 3 avrinningsområdena uppströms in blir den ackumulerade arean 90,65 kvadratkilometer. Klubbån som avvattnar avrinningsområdet har biflödesordning 2, vilket innebär att vattnet flödar genom totalt 2 vattendrag innan det når havet efter 49 kilometer. Avrinningsområdet består mestadels av skog (74 procent) och sankmarker (11 procent). Avrinningsområdet har 1,03 kvadratkilometer vattenytor vilket ger det en sjöprocent på 2,2 procent.